# Golkonda

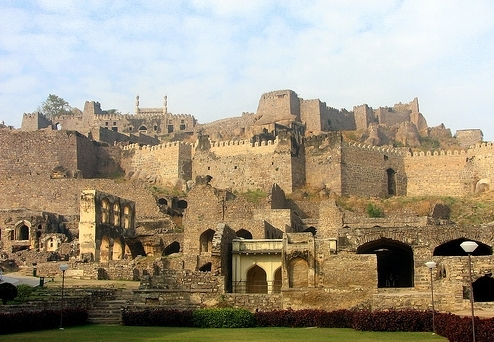
Festung Golkonda

Golkonda (Telugu: గోల్కొండ Gōlkoṇḍa, auch Golconda oder Golkanda) ist eine alte Festungs- und Ruinenstadt westlich von Hyderabad im Bundesstaat Telangana, Indien. Im Zeitraum von 1512 bis 1687 war sie Hauptstadt des gleichnamigen Sultanats.

## Lage
Golkonda liegt in einer Höhe von 532 m ü. d. M. auf einer aus Granitfelsen bestehenden ca. 120 m hohen Anhöhe knapp 15 km (Fahrtstrecke) westlich der Millionenstadt Hyderabad.

## Geschichte
Eine erste Festungsanlage in Golkonda (alter Name Mankal) wurde von der regional bedeutsamen Kakatiya-Dynastie (1163–1323) wahrscheinlich aus Stampflehm vermischt mit Steinen erbaut; im Jahr 1364 gelangte sie in die Hände des Bahmani-Sultanats (1347–1527). Der hierhin entsandte Gouverneur Quli Qutb Mulk löste sich um 1512 (offiziell ab 1538) aus dem zerfallenden Staatsgebilde des Bahmani-Sultanats und gründete die Qutb-Shahi-Dynastie sowie das sich bis zum Golf von Bengalen erstreckende Sultanat von Golkonda. Golkonda lag nahe der Grenze zum westlich angrenzenden Sultanat von Bidar und wurde von den nachfolgenden Sultanen zu einer gewaltigen Festungsstadt ausgebaut. Ab ca. 1590 wurde die Hauptstadt des Sultanats von Golkonda ins neugegründete Hyderabad verlegt; Golkonda blieb eine Festungsanlage. Im Jahr 1687 eroberte der Großmogul Aurangzeb (reg. 1658–1707) die Region und gliederte sie als Provinz (subah) dem Mogulreich ein. Unter den Briten blieb der im Jahr 1724 mit Unterstützung der Marathen gegründete Fürstenstaat Hyderabad weitgehend autonom; an seiner Spitze stand der Nizam. Der Bundesstaat Hyderabad wurde 1956 geteilt und Golkonda dem Bundesstaat Andhra Pradesh zugeschlagen. Im Jahr 2014 kam Golkonda zum neugegründeten Bundesstaat Telangana.

## Sehenswürdigkeiten
Die Festungsstadt ist gut erhalten und besteht aus vier unterschiedlichen Festungen mit insgesamt 87 halbkreisförmigen Bastionen, von denen einige noch heute mit Kanonen bestückt sind. Insgesamt 8 Tore mit 4 Zugbrücken sichern sie nach außen; im Innern der Anlage befinden sich königliche Wohnungen und Hallen, Tempel, Moscheen, Speicherbauten, Stallungen etc. Eine der Bastionen diente früher als Staatsgefängnis und Schatzkammer des britisch-indischen Vasallenstaats Hyderabad.
In der Nähe außerhalb der Mauern stehen 18 granitene, mit hohen Kuppeln und Zinnen versehene Mausoleen der Könige aus der Qutb-Shahi-Dynastie. Sie zeigen imposante Steinmetzarbeiten und sind umgeben von Landschaftsgärten.

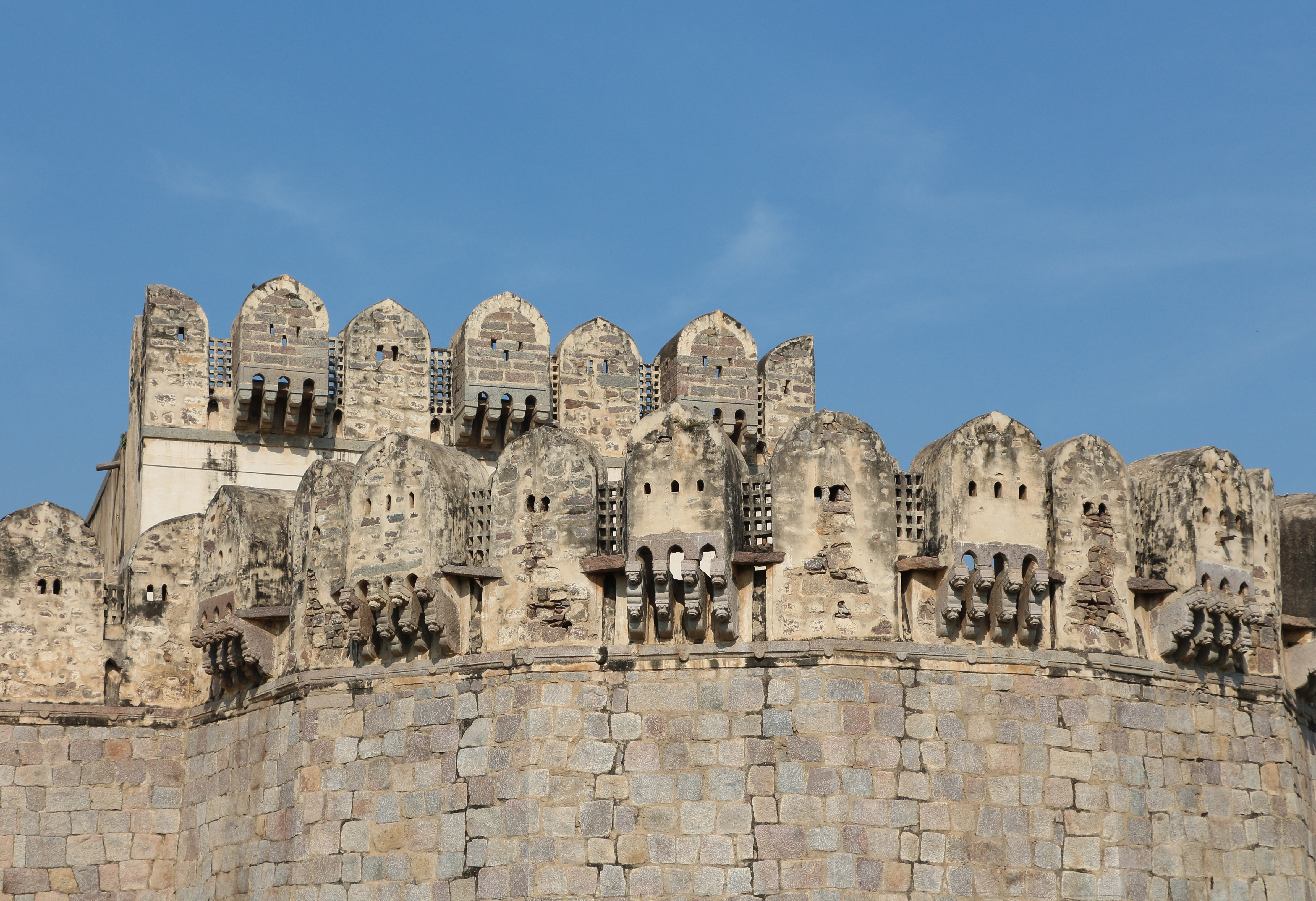
Festungsmauern
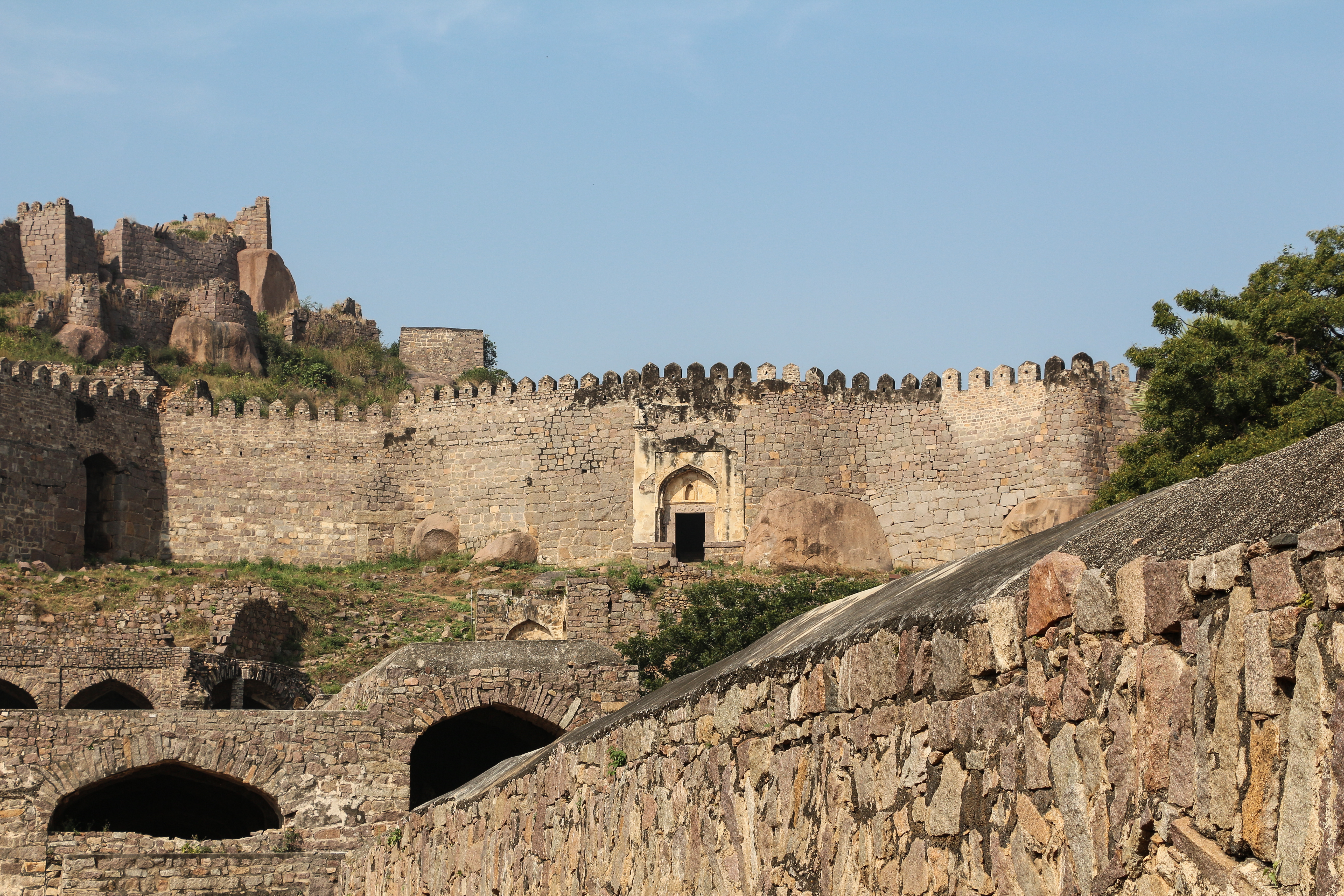
Tor
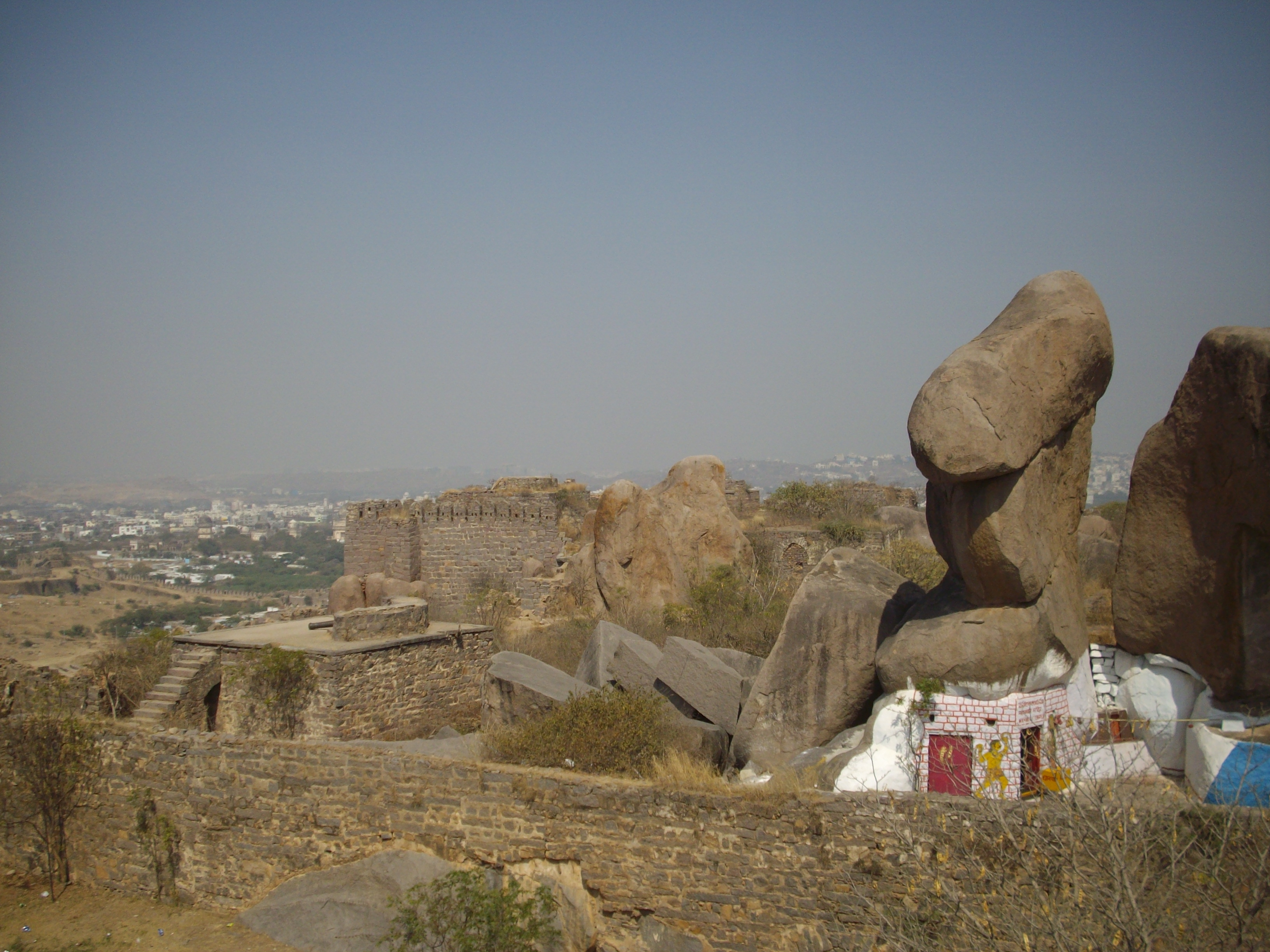
Tempel im Fort
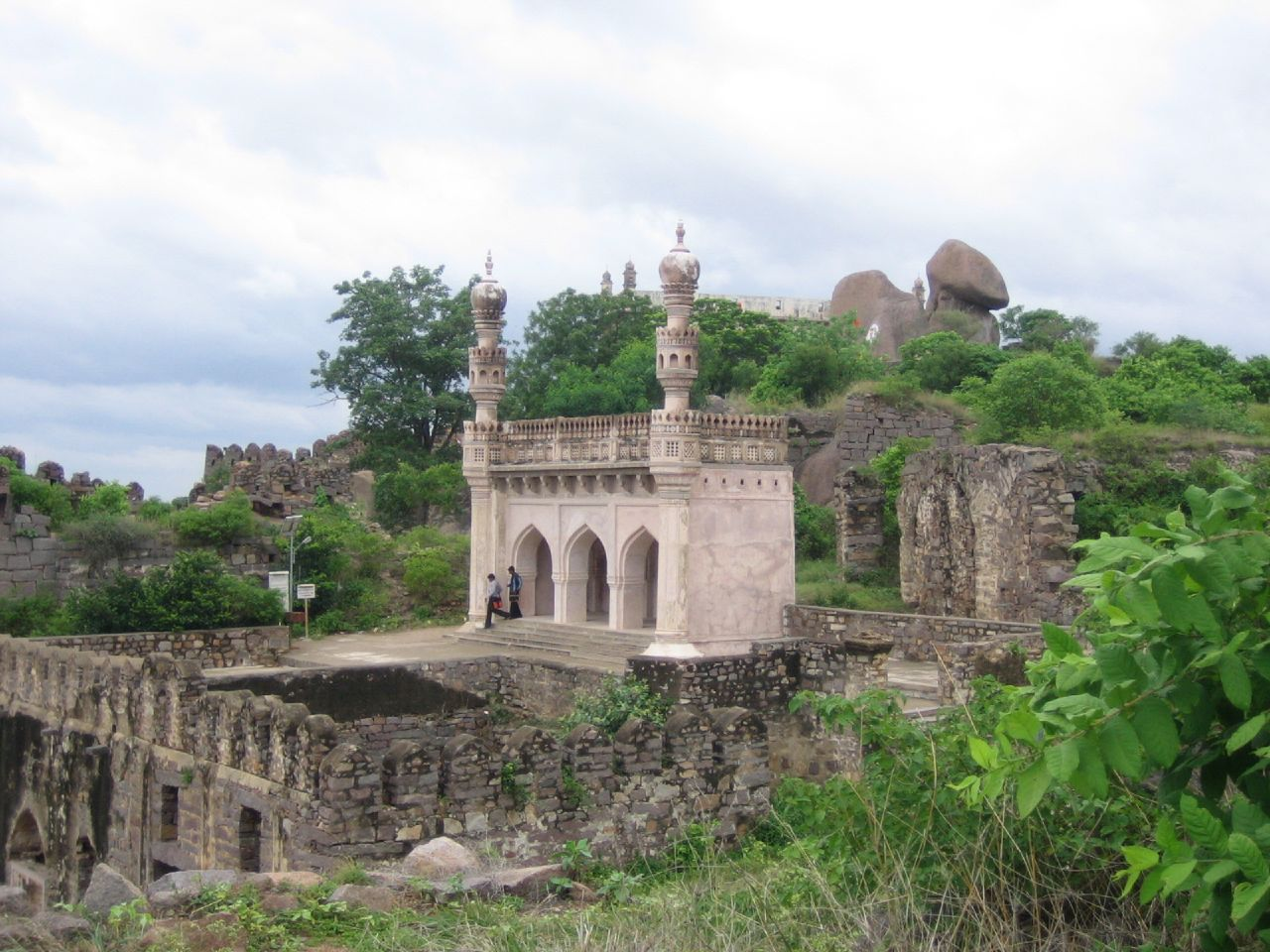
Moschee im Fort
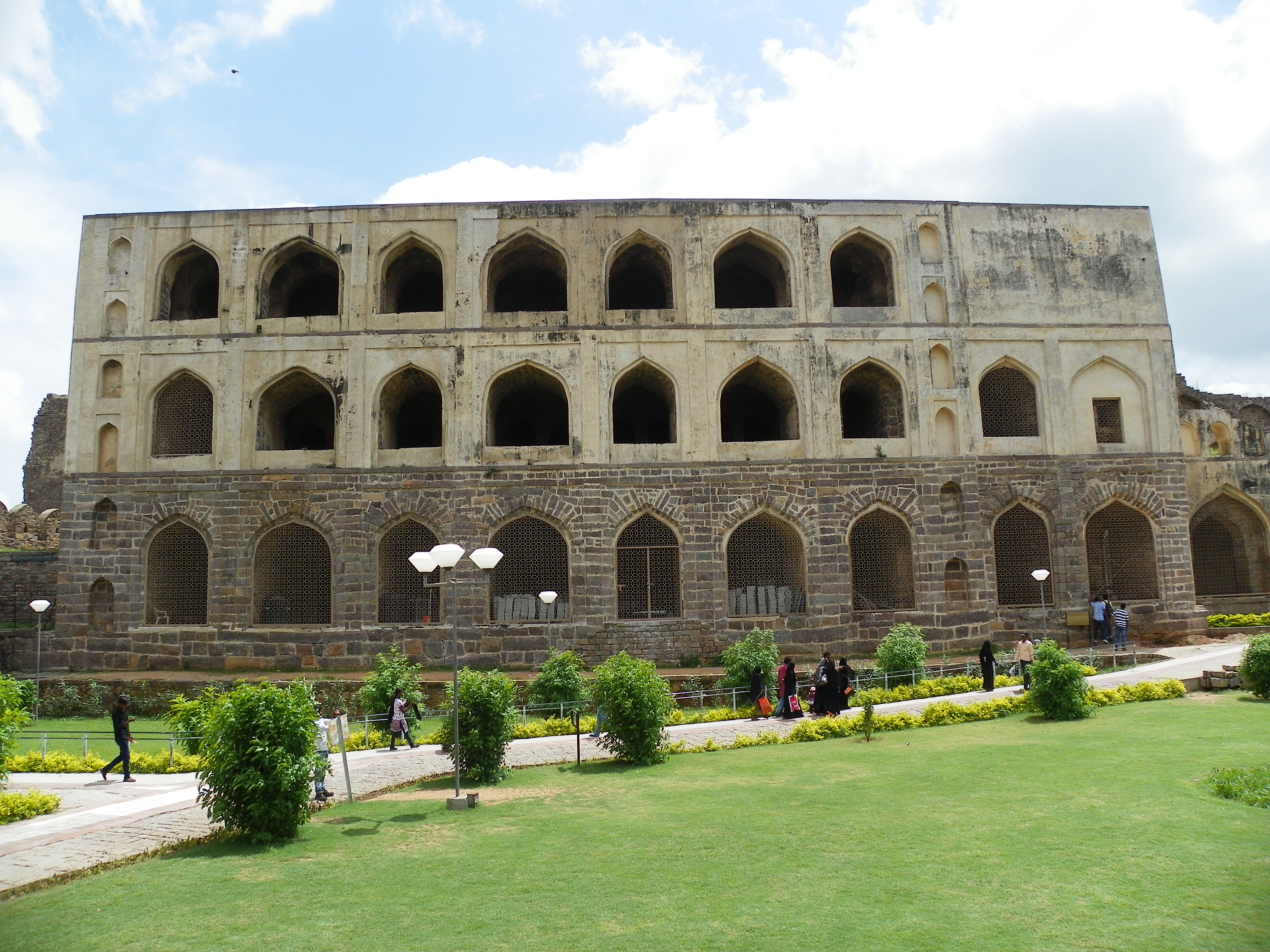
Waffendepot Aslah-Khana
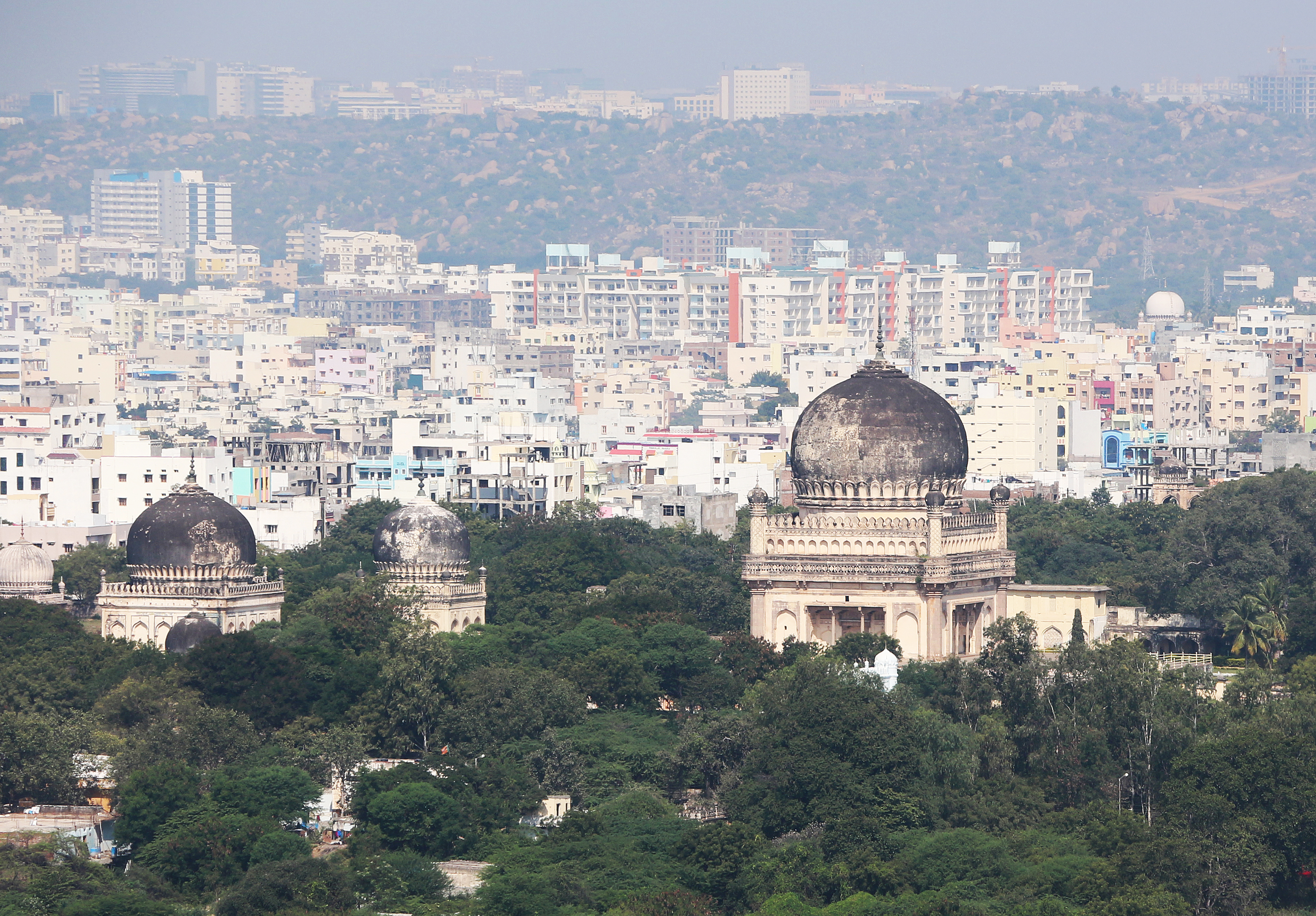
Mausoleen in der Umgebung des Forts

## Sonstiges
- Der Name „Golkonda“ soll vom Telugu-Ausdruck Golla Konda („Schäferhügel“) herrühren.
- Golkonda war in früherer Zeit durch die Diamanten bekannt, die in der Region gefunden und hier geschliffen und poliert wurden. Die Diamanten Koh-i-Noor, Hope-Diamant und Regent sollen hier gefunden und bearbeitet worden sein.
- Der erste Europäer, der von Golkonda berichtete, war der russische Handelsreisende Afanassi Nikitin.
- Der surrealistische Maler René Magritte schuf im Jahr 1953 ein Gemälde mit dem Titel Golconda.